# Максиміліан Генріх (архієпископ Кельна)
Максиміліан Генріх Баварський (нім. Maximilian Heinrich von Bayern; Мюнхен, 8 грудня 1621 — Бонн, 3 червня 1688) — церковний і державний діяч Священної Римської імперії, 59-й архієпископ Кельна-курфюрст і 31-й герцог Вестфалії в 1650—1688 роках.

## Життєпис

### Молоді роки
Походив з Баварських Віттельсбахів. Третій син Альбрехта VI, герцога Баварсько-Лейхтенберзького, і Мехтільди Лейхтенберзької. Народився 1621 року в Мюнхені. Замолоду разом з двома іншими братами було призначено для церковної кар'єри. Спочатку його виховували єзуїти Рудольф фон Рехберг та Георг Крістоф фон Хасланг. Водночас 1622 року стає каноніком Кельнського собору, 1626 року — соборів у Констанці та — 1627 року — Гельберштадті, 1629 року — Бріксені, Зальцбурзі і Мюнстері, 1632 року — Гільдесгаймі. В цей час виявилася його схильність до меланхолії та іпохондрії, прагнув нехтувати мирськими обов'язками.
1633 року стає коад'ютором Гільдесгаймського єпископства. 1637 року відправлено до стрийка Фердинанда, архієпископа Кельна, з тим щоби згодом зміг перейняти цю посаду. Вступив до гімназії Tricoronatum, де став префектом студентської конгрегації. У гімназії затоваришував з Францом Егоном фон Фюрстенбергом та його братом Вільгельмом Егоном. 1640 року вступив до Кельнського університету. 1638 року обирається пробстом базиліки Св. Гереона в Кельні. 1639 року стає пробстом соборів у Констанці і Страсбурзі. Водночас захопився обробкою коштовного каміння, де став майстром.
1641 року призначається каноніком Льєзького собору. 1642 року призначено коад'ютором Кельнської архієпархії. 1643 року став вивчати теологію в Левенському університеті, який закінчив 1649 року. 1649 року стає деканом Льєзького собору і коад'ютором Льєзького єпископства.

### Архієпископ
1650 року після смерті стрийка обирається Кельнським архієпископом, єпископом Гільдесгайма, Льєжа, князем-пробстом Берхтесґадена. 1651 року його було висвячено на єпископа, що сталося вперше за тривалий час з 1562 року. Невдовзі провів синод, де було затверджено принципи Тридентського собору, які Максиміліан Генріх активно став впроваджувати, завершивши Контрреформацію в Вестфалії, створивши 1651 року місію єзуїтів в Арнсберзі (столиці Вестфалії). В подальшому окрім єзуїтів протегував ордену францисканців.
При його дворі політичний вплив набули брати Франц Егон і Вільгельм Егон фон Фюрстенберги, прихильники Франції. 1651 року під їх впливом доєднався до союзу духовних-князів курфюрстів, який ініціював Йоганн Філіп фон Шенборн, архієпископ Майнца. З 1652 року посилив політику Контрреформації в Гільдесгаймській єпархії, де були сильні протестанти.
1653 року брав участь в рейхстазі у Регенсбурзі, де було вирішено питання щодо імплементації умов Вестфальського миру та законодавства імперії. По поверненню видав закон щодо здійснення апеляції в судах.
1654 року Максиміліана Генріха призначено коад'ютором його двоюрідного діда Вільгельма Баварського, князя-абата монастирів Стабло-Малмеді. Невдовзі підтвердив поселення міноритів в м. Брілон. Того ж року в Аугсбурзі був учасником зібрання курфюрстів, що вирішували питання миру і релігії в рамках Вестфальського миру. Водночас вступив у конфлікт з Йоганном Філіпом фон Шенборном щодо прав коронувати Фердинанда IV Габсбурга, намагаючись відновити стародавнє право Кельнських архієпископів, але зазнав невдачі.
1655 року наказав створити ярмарок в Брілоні. 1656 року впровадив правила для початкової школи в герцогстві Вестфальському. Того ж року сприяв поверненню ордену капуцинів до Гільдесгайма.
1657 року після смерті Вільгельма став князем-абатом Стабло-Малмеді, але невдовзі зрікся посади на користь Франца Егона фон Фюрстенберга. Потім висував свою кандидатуру на посади єпископів Фрайзінга, Мюнстера та Падерборна, але через спротив Папського престолу не переміг.
1658 року під час виборів імператора підтримував стриєчного брата Фердинанда Марію, курфюрста Баварії. Віддав голос Леопольдові Габсбургу лише після забезпечення свого права коронувати нового імператора. Того ж року офіційно став членом профранцузького Рейнського союзу, що виріс з союзу курфюрстів 1651 року. 1659 року був одним з посередників при укладанні Піренейського миру між Францією та Іспанією.
1662 року перетворив до того протестантське місто Верль на центр католицької прощі до статуї Діви Марії. 1665 року вів перемовини з Францією щодо вступу Кельнського курфюрства на боці останньому в протистоянні з Іспанією в Південних Нідерландах. 1666 року підписав таємний військово-політичний союз із Францією. У 1667 році він поїхав інкогніто до Амстердаму, щоб дослідити алхімічні питання. Всупереч переконанням французької партії не долучився до Деволюційної війни.
Разом з тим багато уваги приділяв погашенню боргів, що було зроблено до 1672 року. Також звільнено з-під застави міста і майно архієпископа. 1669 року видав нове гірниче законодавство. Водночас було завершено опис майна Кельнського архієпископства, що став слугувати основою для оподаткування та залишився у користуванні до кінця існування курфюрства. Низку замків, палаців та фортів було відремонтовано. Сприяв оздобленню Кельнського собору, але його плани продовжити будівництво не були здійснені.
У 1671 і 1672 роках уклав нові угоди з Францією, за якими Максиміліан Генріх отримував французькі субсидії для утримання армії, яка повинна була діяти проти Республіки Сполучених провінцій. 1672 року домовився з магістратом Кельна щодо вирішення суперечок в Імперському камеральному суді. Невдовзі Кельнське курфюрство вступило у Голландську війну, яка склалася невдало для Максиміліана Генріха. Бранденбурзьке військо зайняло частину Вестфалії й взяло в облогу місто Верль. Також Льєзьке архієпископство стало місце боротьби ворогуючих сторін. 
У 1673 році Максиміліан Генріх перебрався до абатство Св. Панталеона в Кельні, де жив у простих обставинах, присвятив себе духовним вправам і алхімічним розвідкам. Того ж року підтримав заснування єзуїтської гімназії в Бонні. Водночас імперська армія, союзник Республіки Сполучених провінцій сплюндрувала частину архієпископства, захопивши Бонн, який утримувала до 1679 року. Водночас місто Нойс було зайнято французькими військами. Ще до того, 1674 року, Максиміліан Генріх мусив укласти з Республікою мирний договір. Дещо по тому укладено мир з імператором. Війна завдала економічних збитків, внаслідок чого борги знову зросли. У 1675—1676 роках Льєж було окуповано французами. 1679 року повстало місто Льєж, що домагалося незалежності, звернувшись з цього приводу до імператора Леопольда I.
1682 року провів провінційний синод в Кельні. 1683 року став князем-єпископом Мюнстера, але не отримав висвячення на єпископа, оскільки папа римський Інокентій XI не визнав вибори. Того ж року повернувся до Бонну. Разом з тим відновив політичний союз із Францією. Видав наказ про заборону дуелей.
1684 року остаточно придушено спротив Льєжа. Невдовзі домігся обрання коад'ютором Кельнської єпархії Вільгельма Егона фон Фюрстенберга, але це не визнали імператор і Папський престол. 1687 року Максиміліан Генріх підтвердив союзницькі стосунки з французьким королем Людовиком XIV. 1688 року Максиміліан Генріх помер, а Фюрстенберг з Йозефом Клеменсом Віттельсбахом вступили у боротьбу за архієпископство, в якій перемогу здобув останній.